# Колібрі-тонкодзьоб
Колі́брі-тонкодзьо́б (Chalcostigma) — рід серпокрильцеподібних птахів родини колібрієвих (Trochilidae). Представники цього роду мешкають в Андах.

## Види
Виділяють п'ять видів:
- Колібрі-тонкодзьоб бронзовий (Chalcostigma heteropogon)
- Колібрі-тонкодзьоб білохвостий (Chalcostigma herrani)
- Колібрі-тонкодзьоб червонолобий (Chalcostigma ruficeps)
- Колібрі-тонкодзьоб оливковий (Chalcostigma olivaceum)
- Колібрі-тонкодзьоб синьохвостий (Chalcostigma stanleyi)

## Етимологія
Наукова назва роду Chalcostigma походить від сполучення слів дав.-гр. χαλκος — бронза, мідь і στιγμα — знак.